# Retablo de la Virgen del Rosario (Puebla de San Miguel)
El Retablo de la Virgen del Rosario pertenece a la parroquial de San Miguel Arcángel, iglesia situada en Puebla de San Miguel, municipio del Rincón de Ademuz, provincia de Valencia, (Comunidad Valenciana, España).

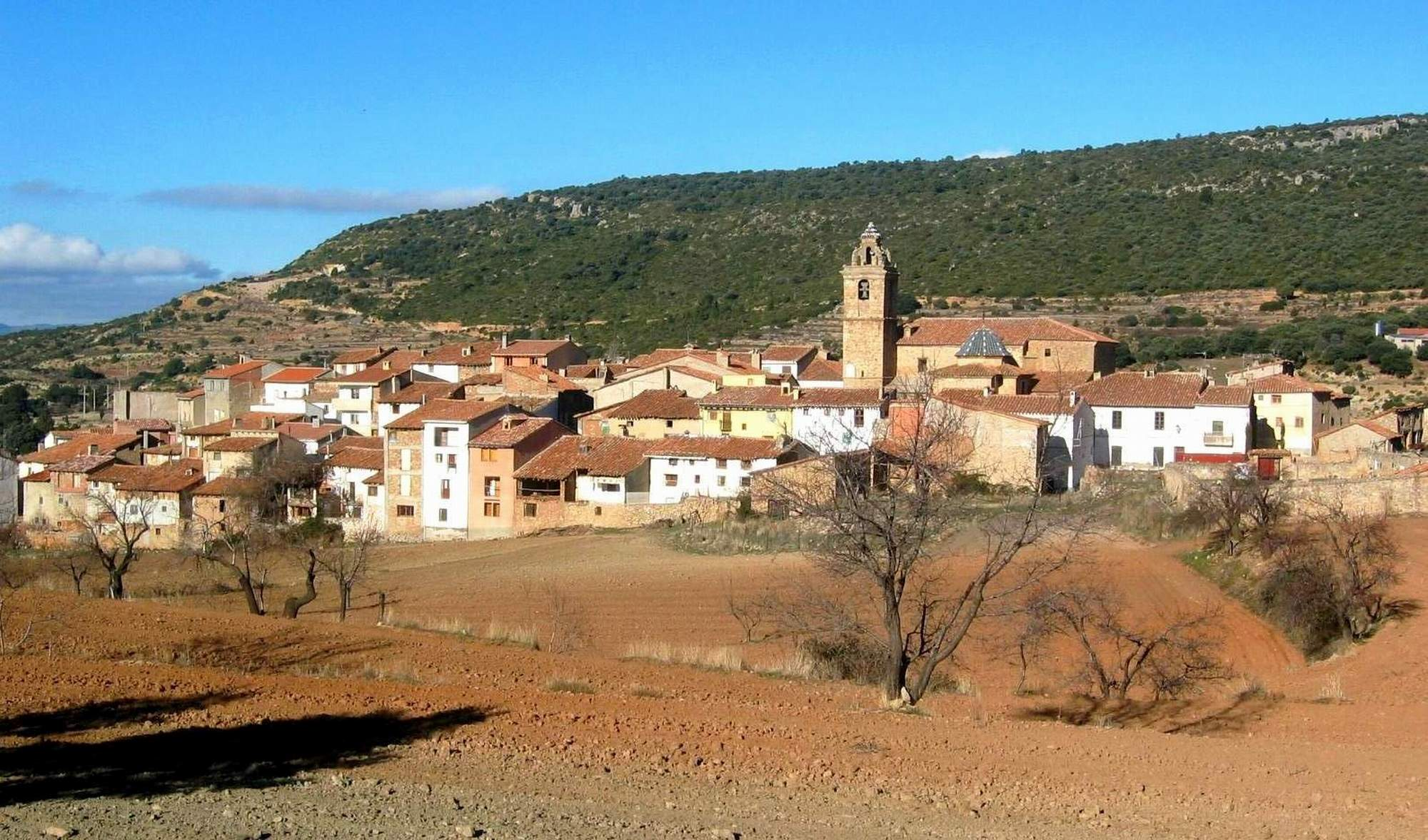
Vista parcial de Puebla de San Miguel (Valencia), desde la ermita de la Inmaculada Concepción, año 2006.

Se trata de una pintura sobre tabla (215 × 185 × 44 cm), datada a mediados del siglo XVI), producida en talleres de Cuenca influenciados por los valencianos.

## Descripción
La configuración estructural del retablo responde a la concepción clásica, basada en un banco o predela, cuerpo doble, tres calles y un pequeño ático.
El  banco posee cinco tablas, una central y dos laterales: en la del centro hay una representación de la Piedad, con la Virgen María en posición sedente, sosteniendo el Cristo muerto. La tabla de su izquierda posee una representación de la estigmatización de san Francisco de Asís y en el extremo de ese lado una mártir, santa Lucía con una bandeja portando sus ojos y la palma del martirio. La tabla de su derecha representa a santo Domingo, y la del extremo de ese lado a santa Catalina de Alejandría, también con palma de martirio.
Respecto del primer cuerpo, en la calle central destacan dos columnas dóricas, superpuestas a pilastras sobre pedestales, con cúpula de venera que acoge (actualmente) una imagen de la Virgen del Rosario. La tabla de izquierda representa a san Juan Bautista, con cabello lacio, un cordero a sus pies y un bastón-cruz en su mano y brazo izquierdo, con banderola: Ecce agnus Dei. En la tabla de la derecha se representa a san Miguel Arcángel, «el vencedor del diblo», con cabello rizado: en una mano porta una pica con la que alancea al diablo, con cuerpo humano y manos con garras, mientras sostiene una balanza en la otra, con la que pesa dos almas.
La decoración de las tablas de las figuras principales del primer cuerpo –San Miguel Arcángel (izquierda) y San Juan Bautista (derecha), procede «de las tracerías de arcos conopiales» (siglo XV, finales y siglo XVI, principios).
Respecto al segundo cuerpo, la tabla central posee una representación de la Anunciación de la Virgen –en habitación con amplia ventana-: la Virgen María aparece a la derecha de la estampa, leyendo sobre una mesa: acto que el Arcángel Gabriel interrumpe con su aparición sobre el marco de la ventana. A la derecha de la tabla central se representa a san Joaquín (imagen barbada, la cabeza cubierta, con un libro y bastón en las manos), y a la izquierda a santa Ana (sendente, la mirada baja, con un libro en la mano).
En cuanto al ático, el tablamento posee un frontón semicircular, con una representación del Padre Eterno, que sujeta un globo terráqueo con la mano izquierda, la derecha levantada, mirando el conjunto, con el Espíritu Santo en forma de paloma blanca: «los remates laterales de este retablo son añadidos posteriores a 1940, pertenecientes al retablo mayor del mismo templo», (dorado, del siglo XVIII), destruido durante la revolución y Guerra Civil Española.

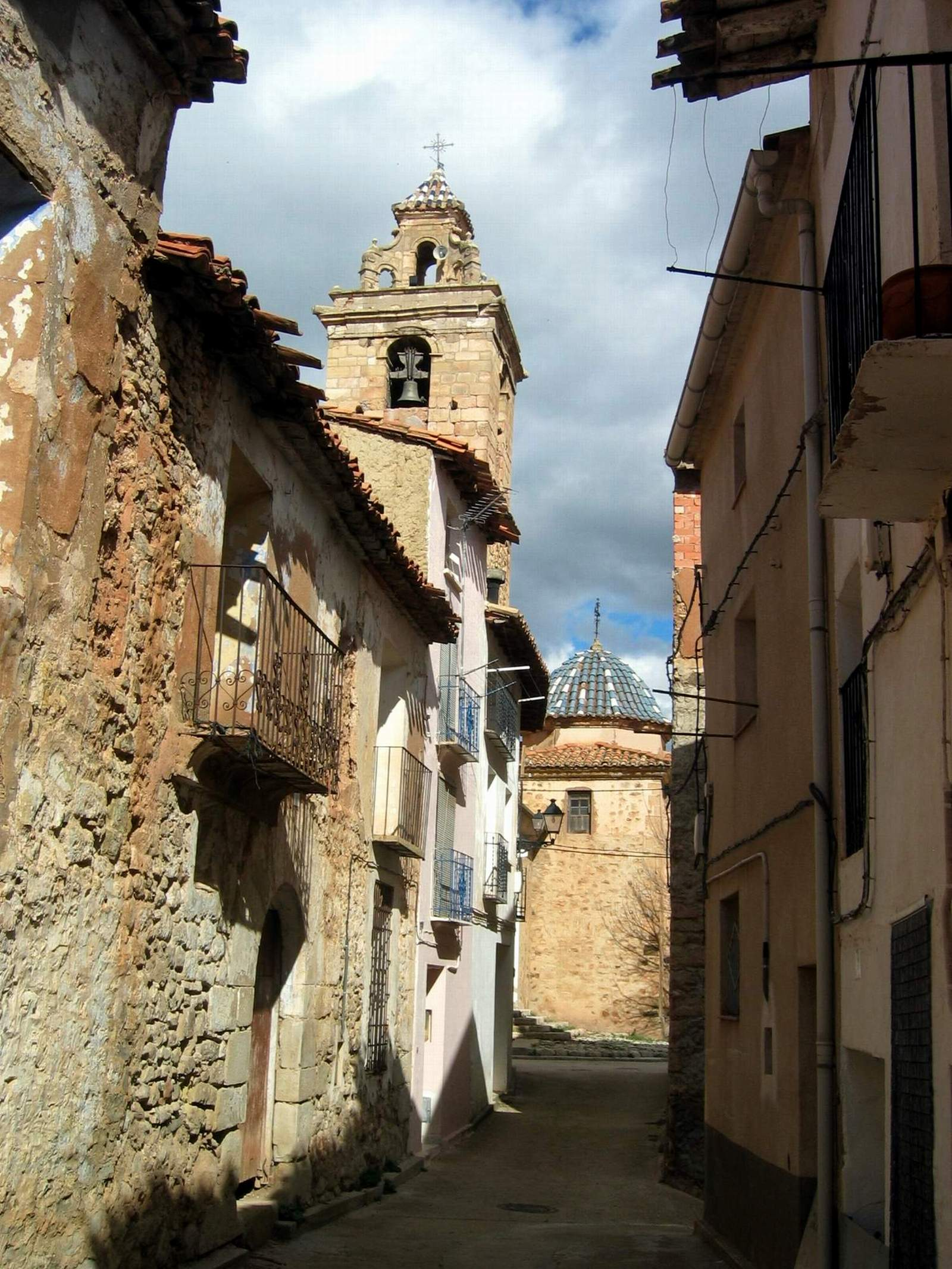
Detalle de arquitectura tradicional (vernacular) en Puebla de San Miguel (Valencia), con el campanario de la parroquial y la «Capilla de la Comunión» al fondo, año 2003.

## Datación
El estilo y la factura general de las pinturas del retablo de la Virgen del Rosario de la parroquial de Puebla de San Miguel, «tanto por el marco cronológico como por el geográfico, (se enmarca) en la producción de los talleres de pintura conquenses de mediados del siglo XVI»: en relación con la pintura de los Gómez, activos en la zona desde la primera mitad de esa centuria, influida a su vez por Hernando Yánez de la Almedina, que arribó a Cuenca procedente de Valencia.
Según los técnicos, la datación precisa del retablo –terminus ante quen de 1568- se halla en relación con su identificación con la Virgen del Rosario, cuya imagen ocupa la hornacina central:

«Las características que definen dicha figura y también la factura de la pequeña base sobre la que se sutenta, no parecen indicar que esta imagen corresponda a una cronología posterior, pudiendo considerarse como la imagen original y advocación de este retablo, que normalmente se ha considerado como de San Miguel y San Juan Bautista».
Retablo de San Miguel y San Juan, Laura Bartolomé Roviras

Existen otros datos cronológicos que pueden servir para la datación del Retablo, como la visita del obispo Juan de Muntañones (1556-1571), que pasó por la villa en su «Santa Visita Pastoral» de 1568: el prelado hace la relación de los altares del templo, y entre ellos hay uno que responde a la advocación de «Nuestra Señora del Rosario». Si el altar mayor de esta iglesia se hallaba ya bajo la advocación de san Miguel Arcángel, resulta «poco probable que la misma advocación se repitiera en uno de los altares menores de la iglesia».
Por los datos de ejecución y cronológicos expuestos, cabe datar el Retablo «entorno al tercer cuatro del siglo XVI», en relación con el decaimiento de los talleres conquenses, afectados por la influencia formal de los Hernandos.
Se ha querido ver en este Retablo una temprana devoción a la Virgen del Rosario, pues el obispo Muntañones ya describe en esta iglesia un altar bajo este título (1568), cuyo fervor se incrementó durante la siguiente centuria (siglo XVII). Con mayor perspectiva, sin embargo, dicha devoción hay que verla en relación con la influencia del Concilio de Trento (1545-1563) y su propuesta devocional, propicia al culto de vírgenes y santos.